# 平野航輝
平野 航輝（ひらの こうき、1992年12月11日 - ）は、日本のラグビーユニオン選手。

## プロフィール
- 長崎県出身。
- ポジションはスクラムハーフ(SH)。
- 身長 168cm、体重 70kg
- U17日本代表[1]やU20日本代表[2]に選ばれたことがある。

## 略歴
世田谷ラグビースクールでラグビーを始めた。
当初はSOのポジションを希望していたが、身長が低いことを理由に断念。
小学校高学年からSHのポジションでプレーをする。
2011年、長崎南山高校卒業後、早稲田大学に入る。なお長崎南山高校時代、主将を務めた。
2015年、早稲田大学卒業後、トヨタ自動車ヴェルブリッツに加入。
2016年10月1日に行われたジャパンラグビートップリーグ第5節のNECグリーンロケッツ戦に途中出場で公式戦初出場を果たす。
2019年、トヨタ自動車ヴェルブリッツを退団した。